# Um Escorpião Na Balança
Um Escorpião na Balança é um romance escrito pela autora brasileira Cassandra Rios e publicado em 1965. A obra explora temas como amor, obsessão, liberdade e identidade, com forte carga emocional e psicológica.
Além disso, o livro é notável por retratar uma relação amorosa entre duas mulheres de forma aberta e intensa, algo considerado extremamente moderno e ousado para a época.

## Sinopse
Petra abandona seu noivado com Renneé para mergulhar em uma paixão arrebatadora por Andréa. Juntas, embarcam em uma longa viagem, vivendo uma espécie de lua de mel intensa e despreocupada.  
No entanto, o que começa como um romance vibrante logo se transforma em um pesadelo emocional. Aos poucos, Andréa revela sua natureza autodestrutiva, consumida por um vício incontrolável no jogo. Instaladas em um hotel luxuoso, Petra passa os dias imersa na solidão, enquanto Andréa se perde em apostas arriscadas, cercada por jogadores e dívidas crescentes.  

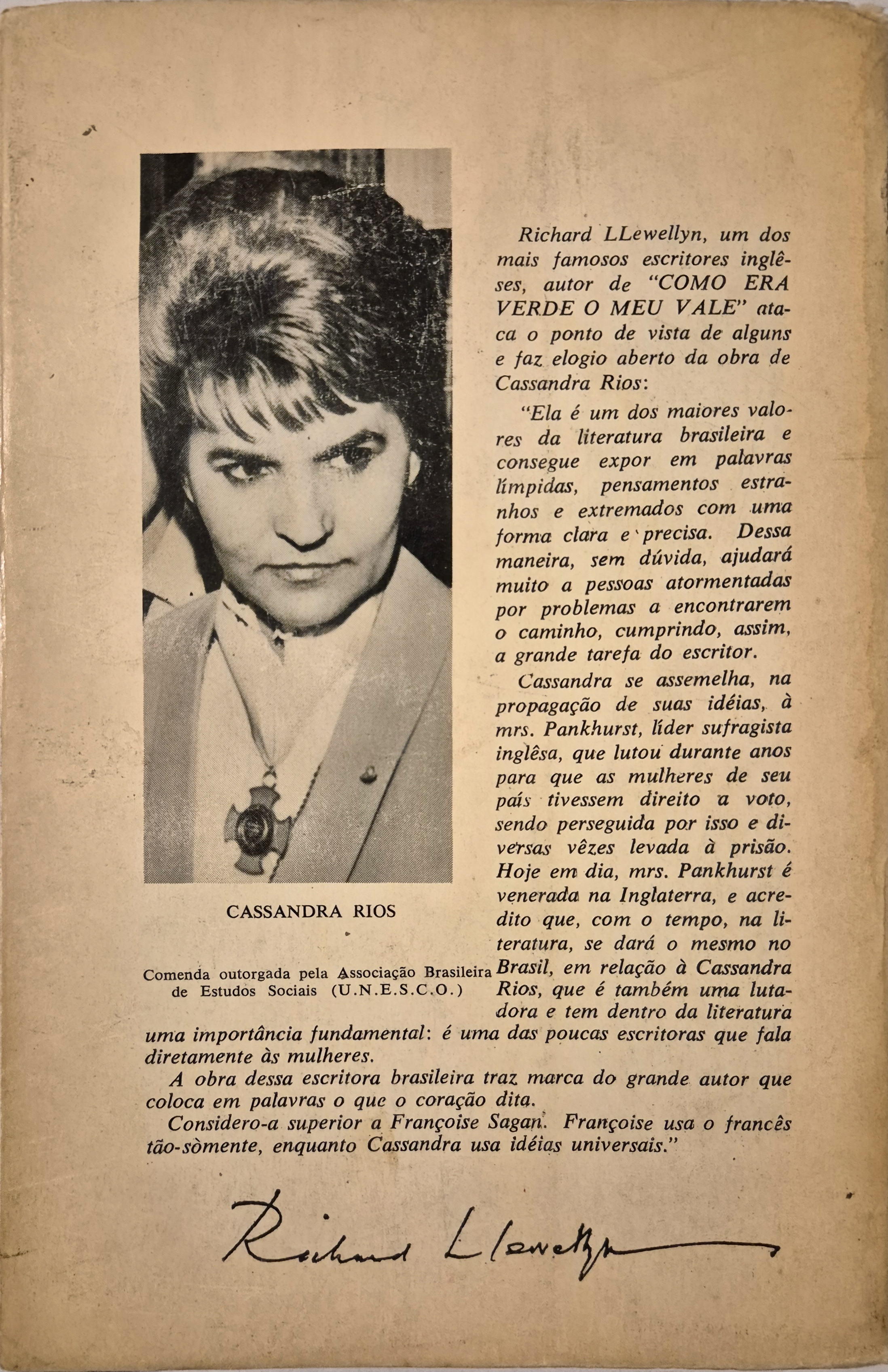
Contracapa do livro Um Escorpião Na Balança de Cassandra Rios.

À medida que os dias se tornam meses de espera angustiante, Petra vê seu desejo se transformar em desilusão e se vê forçada a confrontar não apenas a obsessão de sua amante, mas também suas próprias incertezas sobre amor, liberdade e identidade.  

## Trecho
"Um furacão de pensamentos quis destruí-la, arrancá-la de dentro de mim. Eu estava com uma ideia fixa. Não precisava muito para chegar àquilo.  
Eu a vira. Com que olhos? - Do sonho. Da ilusão. Da realidade. Do modo especial que se reserva inconscientemente sempre para alguém especial, a unidade do espírito concentrada numa atenção fascinadora. Uma ruptura do meu equilíbrio interior pela força dominadora daquele olhar, daquela voz. Numa síntese breve e conclusiva: Eu não me pertencia mais.  
Aquela sensação diante da bela figura de Andréa não fora uma ideia forjada, mas podia assim mesmo considerar a cristalização de um desejo identificado nela, uma quase associação de ideias entre EU e Andréa."